# Liste der venezianischen Regimenter der Frühen Neuzeit
Das Heer der Republik Venedig bestand zu Beginn der Frühen Neuzeit aus Söldnern. Wegen der andauernden Türkenkriege und der überfallartigen Angriffe auf die Venezianischen Kolonien in der Adria entschloss man sich um 1500 zur Aufstellung einer Miliz in Dalmatien, die cranide genannt wurde. Im Jahr 1593 wurde dieses System unter der Bezeichnung cernide auf die Terraferma und Istrien ausgedehnt.
Unter dem Dogen Francesco Morosini begann Ende des 17. Jahrhunderts der Aufbau des stehenden Heeres. Reformiert wurde es von Johann Matthias von der Schulenburg, der seit 1715 im Dienst der Serenissima stand.

## Liste der Regimenter

Flagge der Republik Venedig

Nachstehende Regimenter (in Bataillonsstärke) bestanden bis zum Ende der Republik im Jahr 1797. Die Nummerierung der Infanterieregimenter wurde 1788 eingeführt. Die Namen der letzten Regimentschefs sind in Klammern angegeben.
- Infanterieregiment Veneto Reàl von 1685 (Giulio Alberti)
- Infanterieregiment II (Mario Alberti)
- Infanterieregiment III (Giovanni Marin Conti)
- Infanterieregiment IV (Francesco Guidi)
- Infanterieregiment V (Teodoro Volo)
- Infanterieregiment VI (Giambattista Galli)
- Infanterieregiment VII (Carlo de Lodoli)
- Infanterieregiment VIII (Andrea Pacmor)
- Infanterieregiment IX (Marin Conti)
- Infanterieregiment X (Francesco Covi)
- Infanterieregiment XI (Andrea Toffoletti)
- Infanterieregiment XII (Marino Stamula)
- Infanterieregiment XIII von 1790 (Giacomo Sarotti)
- Infanterieregiment XIV von 1790 (Francesco Galli)
- Infanterieregiment XV (Muzio)
- Infanterieregiment XVI (Cortese)
- Infanterieregiment XVII (Dondiroli)
- Infanterieregiment XVIII (Larice)

Die letzten vier Regimenter waren ursprünglich territoriale Verbände in Rovigo, Treviso, Padua und Verona, die schließlich in die Linie übernommen wurden und die Nummern 15 bis 18 erhielten.
Weitere elf Regimenter bestanden aus so genannten Schiavoni, die in den Kolonien rekrutiert wurden und anfangs auch nur dort und auf Schiffen eingesetzt wurden, dann auch auf der Terraferma. Diese auch als „überseeische Regimenter“ (oltremarini) bezeichneten Verbände wurden nach ihren jeweiligen Inhabern oder nach ihren Rekrutierungsgebieten benannt. 1776 trugen sie folgende Bezeichnungen: Bubich, Selich, Scutari, Sinj, Matutinovich, Craina, Minotto, Rado, Macedonia, Dandria, Bua.
1716 wurden verschiedene deutsche und schweizerische Fremdenregimenter zur Verteidigung Korfus angeworben, von denen Spanien die drei schweizerischen Regimenter Salis, Müller und Stokar 1719 übernahm.
Die Kavallerie zählte ein Kürassierregiment, ein Dragonerregiment, zwei Regimenter kroatischer Kavallerie und ein Regiment Stratioten. Diese Verbände wurden zuletzt vorwiegend zu Sicherungs- oder Polizeiaufgaben eingesetzt.
Im Bereich der Artillerie gab es zunächst nur Einheiten auf Kompanieebene, ab 1770 dann das Venezianische Artillerieregiment. Teile des Regiments wurden auch auf See eingesetzt, zuletzt unter Angelo Emo vor Tunesien. Zur Artillerie gehörte auch ein technisches Unterstützungsregiment im Arsenal von Venedig.
Die kleine, 1770 gegründete Genietruppe hatte nur kleinere Einheiten.